# تاشدگی مرگ

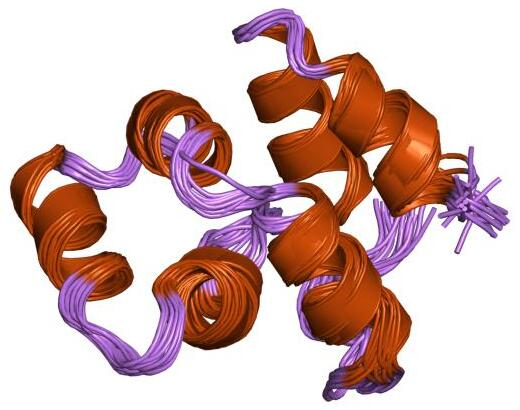
ساختار یک دومین مرگ پروتئین.

تاشدگی یا چین مرگ (انگلیسی: Death fold) یک موتیف ساختاری است که معمولاً در پروتئین‌ها یافت شده و در آپوپتوز و فرایندهای مرتبط با التهاب شرکت دارد. این موتیف در دومِـین‌هایی یافت می شوند که در تعامل پروتئین-پروتئین حضور دارند و موجب پدیدار شدنِ کمپلکس‌های ترکیبی بزرگی می شوند. مثال‌هایی از دومین‌های تاشدگی مرگ عبارتند از: دومین مرگ، دومین مجری مرگ، دومین‌های جذب و تقویت کاسپاز و دومین پایرین.
این دومین‌ها در طی فرایند تکامل، به‌خوبی محافظت شده‌اند و کارشان، تنظیم سیگنالینگ در مرگ برنامه‌ریزی‌شدهٔ سلول است.